# Seggenried

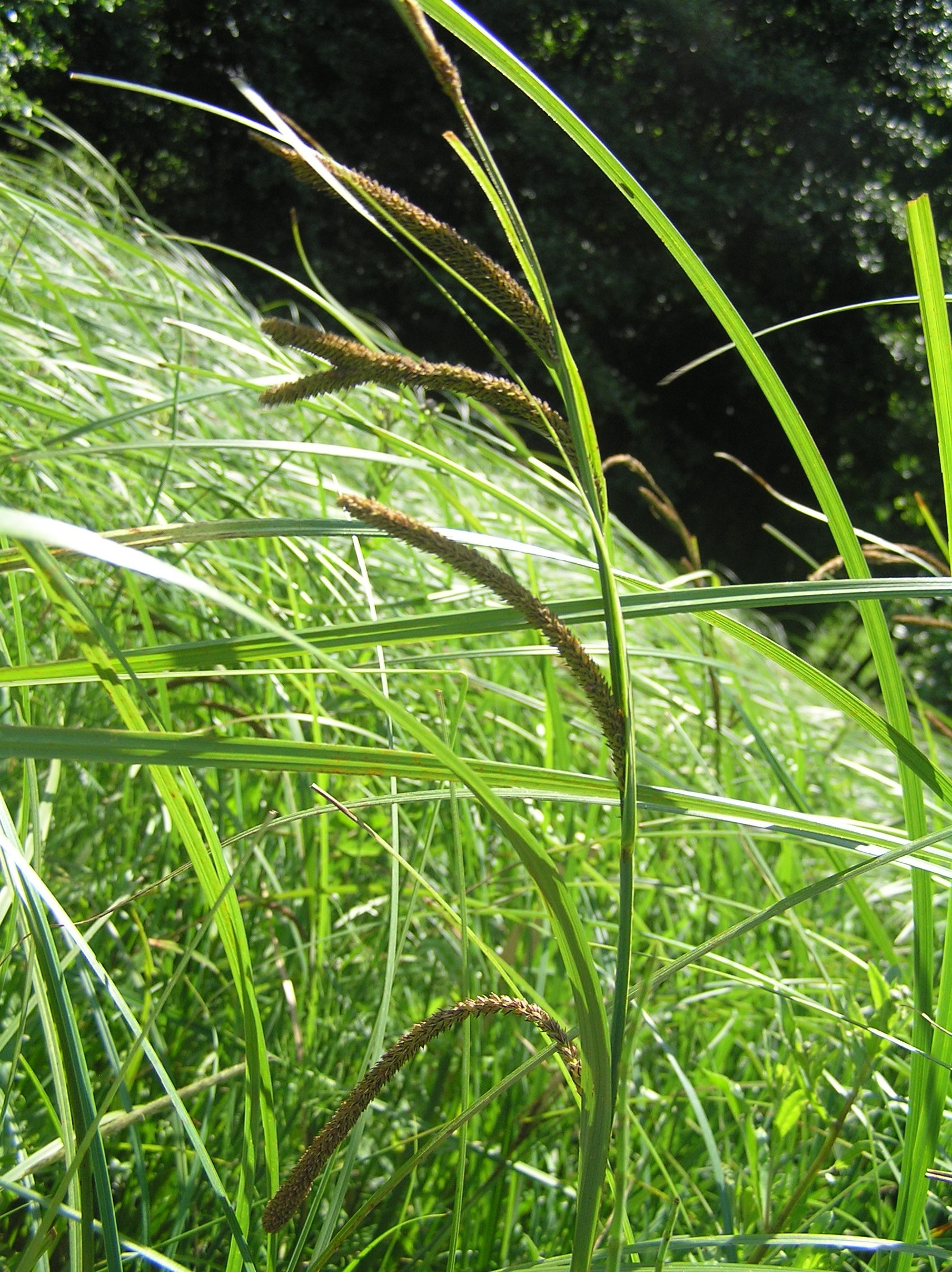
Seggenried (Ausschnitt)

Ein Seggenried ist eine hauptsächlich mit Seggen (Sauergräsern) bewachsene Feuchtfläche (Ried; von mittelhochdeutsch riet „Schilf, Röhricht“).
Vegetationskundlich werden unterschieden:
- Großseggenriede. Aus hochwüchsigen Seggenarten zusammengesetzter, röhrichtartiger Pflanzenbestand, meist bei mesotrophen bis eutrophen Standortbedingungen auf wassergesättigten (im Winterhalbjahr oft flach überstauten) Böden. Großseggenriede finden sich als Stadium in Verlandungsreihen von Seen, sie schließen hier landseitig an echte Röhrichte an. Vielfach bilden sie sich als Brachestadien auf aufgelassenen Feuchtwiesen oder bei sehr extensiver Grünlandnutzung. Großseggenriede bilden häufig Dominanzbestände aus einer Seggenart mit nur wenigen begleitenden Arten. Aufbauende Arten sind z. B. Sumpf-Segge (Carex acutiformis), Schlank-Segge (Carex acuta, syn Carex gracilis), Steife Segge (Carex elata), Rispen-Segge (Carex paniculata). Großseggenriede bilden im pflanzensoziologischen System den Verband Magnocaricion.
- Kleinseggenriede. Aus niederwüchsigen Seggenarten aufgebauter, eher wiesenartiger Pflanzenbestand, auf nährstoffarmen, oft sickerquelligen Böden. Kleinseggenriede unterscheiden sich stark in ihrer Artenzusammensetzung, je nachdem, ob sie auf sauren oder kalkhaltigen Böden vorkommen. Saure Kleinseggenriede wachsen in sickerquelligen Mulden im ungedüngten Grünland und in Heiden und im Randbereich von Mooren. Typische Arten sind Grau-Segge (Carex canescens) und Hirse-Segge (Carex panicea). Kalk-Kleinseggenriede wachsen an Quellen und an von kalkhaltigem Wasser überrieselten Steilhängen, meist im Gebirge, selten auch im Flachland. Neben den Seggenarten Davalls Segge (Carex davalliana) oder Floh-Segge (Carex pulicaris) kommen Arten wie Gewöhnliche Simsenlilie (Tofieldia calyculata) und Mehlprimel (Primula farinosa) vor. Typische Begleiter in Kleinseggenrieden sind Wollgras-Arten (Eriophorum spp.).

Seggenriede zählen zu den gefährdeten Biotoptypen der Bundesrepublik Deutschland.

## Vorkommen

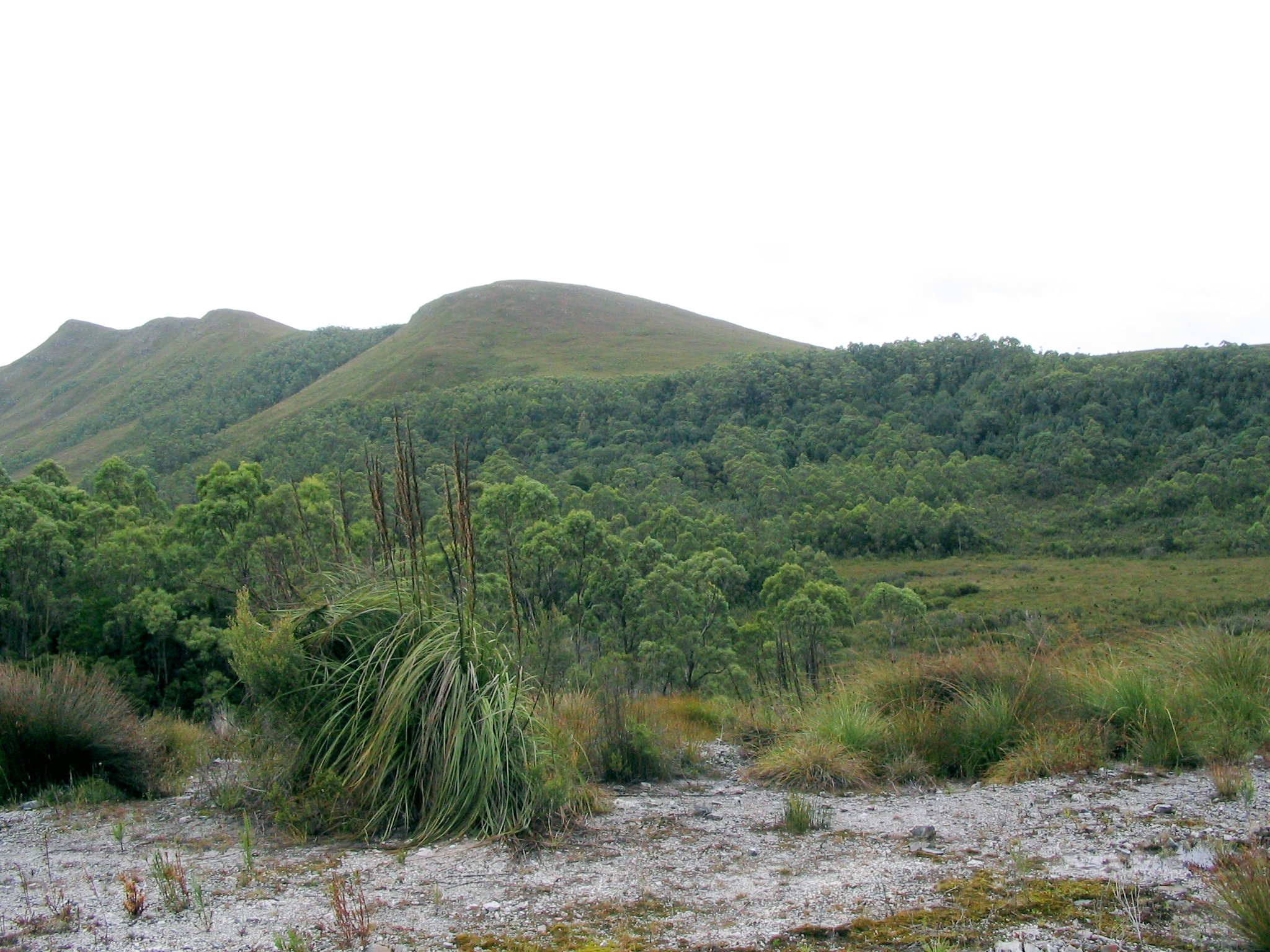
Seggenried in Tasmanien

In Mitteleuropa dienten Seggenriede früher der Streugewinnung oder sie wurden extensiv als Grünland genutzt. Heute kommen sie fast nur noch in geschützten Gebieten vor. 
Seggenriede kommen in Deutschland meist selten und eher kleinflächig, aber in allen Landschaftsräumen verbreitet vor. Größere Bestände wachsen vor allem im Flachland. Weiter verbreitet sind heute nur noch die Bestandstypen nährstoffreicher, gedüngter Standorte.
Eine (nicht repräsentative) Auswahl einiger Schutzgebiete, die u. a. Seggenriede enthalten:
- Moorgebiete Australiens und Tasmaniens (Buttongras)
- Naturpark Nuthe-Nieplitz
- Auebachtal
- Grimkesee
- Gewinghauser Bachtal
- Borstenbach
- Naturschutzgebiet Stepenitz
- Naturschutzgebiet Perlenbach-Fuhrtsbachtal
- Naturschutzgebiet Untere Seeverniederung